# Корпусирование интегральных схем

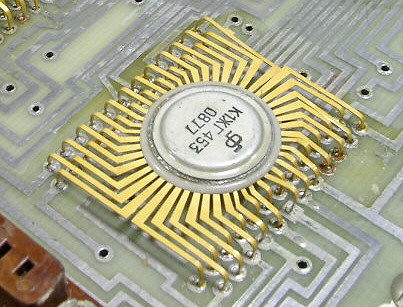
Ранняя советская микросхема К1ЖГ453

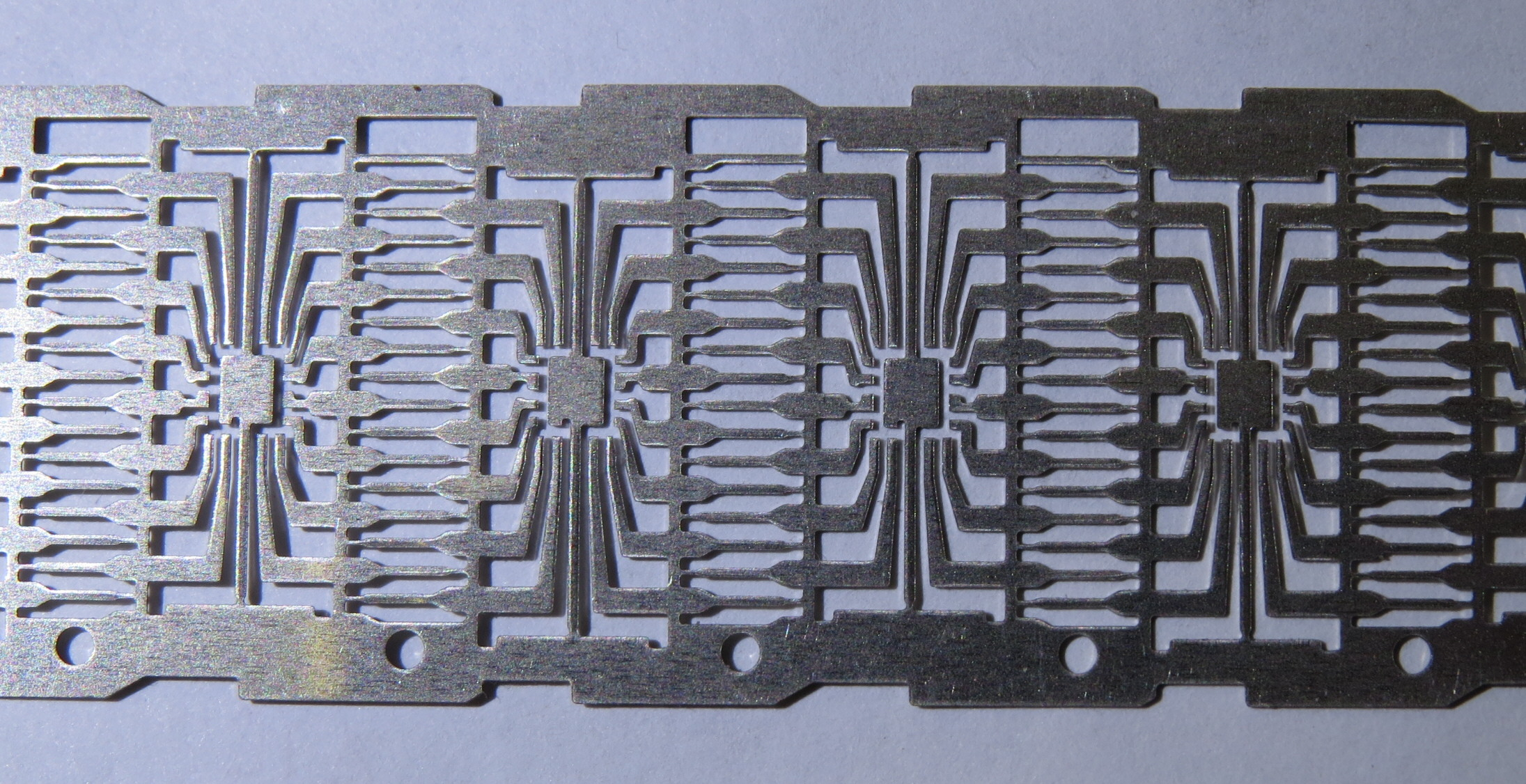
Металлическая база микросхемы DIP с контактами

Корпусирование интегральных схем — процесс установки полупроводниковых кристаллов в корпуса. Завершающая стадия микроэлектронного производства. Обычно состоит из этапов прикрепления кристалла на основание или носитель кристалла, электрического соединения контактных площадок кристалла с выводами корпуса, и герметизации корпуса. После корпусирования следует финальное тестирование микросхем.

## Операции

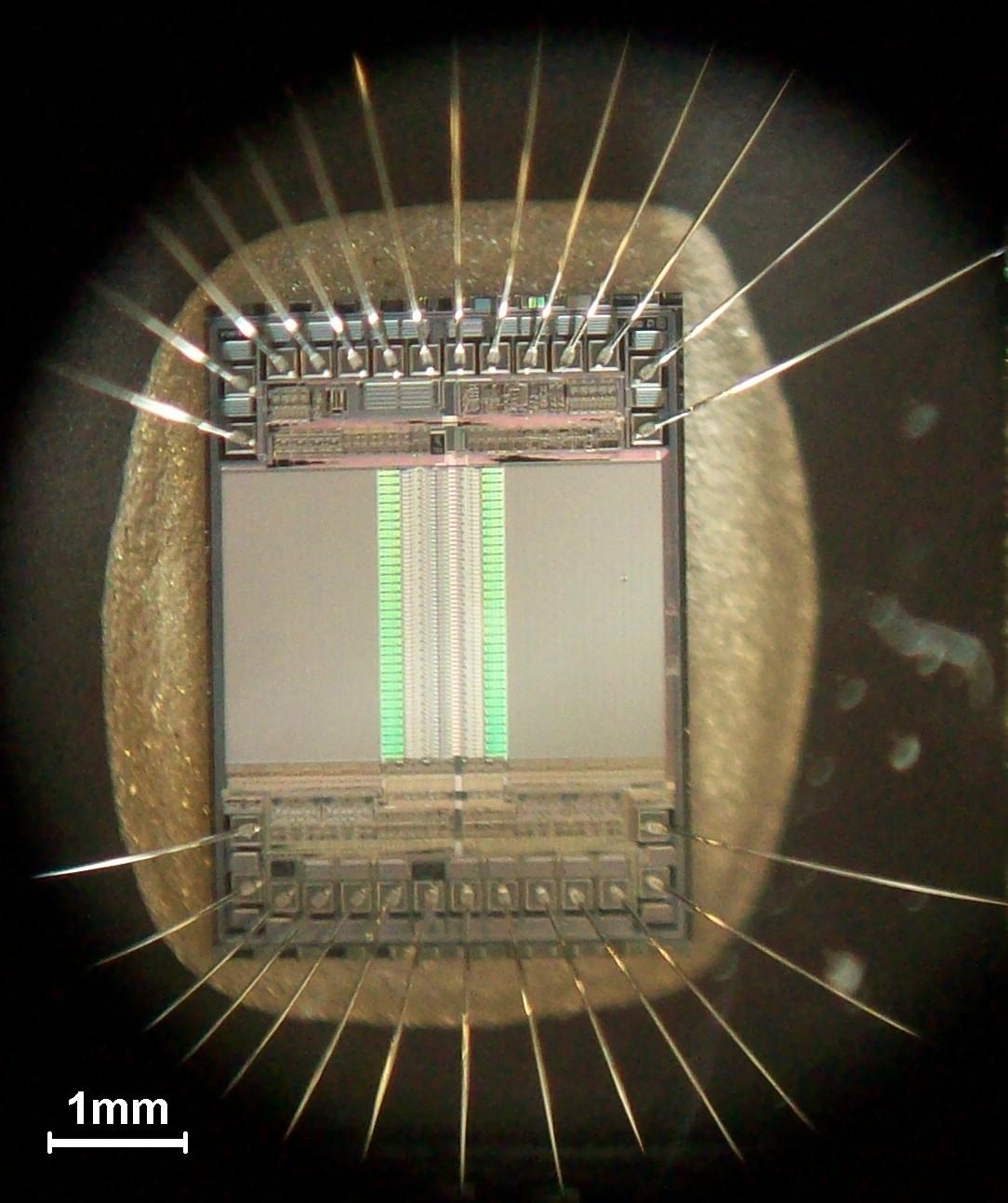
Проволочный монтаж

- Установка кристалла на носитель или непосредственно на плату (Chip on board)
- Электрическое соединение выводов кристалла и корпуса (англ. IC Bonding)

проволочный монтаж микросваркой (Wire bonding) термокомпрессионным, термозвуковым (Thermosonic bonding) или ультразвуковым способами;
монтаж методом перевёрнутого чипа (Flip chip)
(Quilt packaging)
(Tab bonding)
(Wafer bonding)
(Film attaching)
(Spacer attaching)
- Герметизация корпуса

сваркой;
пайкой мягкими или твёрдыми припоями;
клеем, пластмассой, смолой, стеклом;
плавлением кромок соединяемых деталей
- Инкапсулирование ИС

нанесение покрытий — плёнок, лака, металлов;
(Baking);
плакирование (Plating);
резка и формовка (Trim&Form);
маркировка (Lasermarking);
конечная упаковка (packaging).
После завершения этапа корпусирования следует этап тестирования полупроводникового прибора («корпусированных чипов»).

## Рынок
В 2010 году количество микросхем, прошедших корпусирование, составило около 200 млрд.
Крупнейшие аутсорсинговые компании, работающие в области сборки и корпусирования интегральных схем на 2018 год:

| - 3D Plus - Advotech - AIC Semiconductor - Amkor Technology - ANST China - ASE Group - Azimuth Systems - Carsem - Chant World Technology - China Wafer Level CSP - ChipMOS - Cirtek - CONNECTEC Japan - CORWIL Technology | - Deca Technologies - FlipChip International - Greatek Electronics - Hana Microelectronics - Hana Micron - Interconnect Systems - J-Devices - JCET Group - Lingsen Precision Industries - Nepes - OSE - Palomar Technologies - Powertech Technology - Shinko Electric | - Signetics - Sigurd Microelectronics - SPEL Semiconductor - SPiL - STATS ChipPAC - Tera Probe - Tianshui Huatian Tech - Tongfu Microelectronics - Unisem - UTAC Group - Walton Advanced Engineering - Xintec |